# Liste der Monuments historiques in Hanvoile
Die Liste der Monuments historiques in Hanvoile führt die Monuments historiques in der französischen Gemeinde Hanvoile auf.

## Liste der Objekte
| Bezeichnung | Beschreibung            | Standort                        | Kennzeichnung | Schutzstatus | Datum | Bild |
| ----------- | ----------------------- | ------------------------------- | ------------- | ------------ | ----- | ---- |
| Kelch       | Silber, 17. Jahrhundert | in der Kirche St-Georges (Lage) | PM60000900    | Classé       | 1912  |      |